# Валиев, Рафгат Ахтямович
Рафгат Ахтамьянович Валиев (18 февраля 1911 года, Еланлино, Айлинская волость, Златоустский уезд — 10 июля 1993 года, Москва) — советский военачальник и учёный-баллистик. Генерал-майор артиллерии (1962), кандидат технических наук (1965). Лауреат Ленинской премии (1965).

## Биография
Родился 18 февраля 1911 года в селе Еланлино Айлинской волости Златоустовского уезда.
Образование:
- В 1936 году окончил механико-математический факультет МГУ по специальности инженер-испытатель;
- В 1951 году окончил Артиллерийскую академию им. Ф. Э. Дзержинского по специальности инженер-баллистик.

В 1936—1939 годах был участником научной экспедиции в МНР. В 1939-1941 годах преподавал в Артиллерийской академии им Ф. Э. Дзержинского.
Во время Великой Отечественной войны был начальником артиллерии 40-го гвардейского стрелкового полка 11 гвардейской стрелковой дивизии, заместителем командира 64-го гвардейского артполка, гвардии майор.
С 1951 года - заместитель начальника полигона по научно-исследовательской работе, научный сотрудник НИИ и КБ Министерства обороны СССР.
В 1956—1973 годах - член научно-технического комитета Генерального штаба Советской Армии.
Генерал-майор артиллерии (1962). Кандидат технических наук (1965).
С 1973 года в отставке. В 1973-1986 годах работал в НИИ радиостроения в Москве.

## Научная деятельность
Участник создания ракетных систем класса «воздух-земля» для всех видов вооруженных сил СССР. Автор более 100 научных работ по математике, баллистике и аэродинамике.

## Награды
Лауреат Ленинской премии (1965). Награждён орденами Красного Знамени (1944), Александра Невского (1945), Отечественной войны I и II степеней (1985, 1943), Красной Звезды (1942), медалями «За оборону Москвы», «За взятие Кенигсберга», «За победу над Германией».
Почётный гражданин города Сатки и Саткинского района Челябинской области (1981).